# Beriberi
Beriberi is een aandoening die wordt veroorzaakt door een tekort aan vitamine B1 (thiamine), waarbij één vorm het hart- en vaatstelsel aantast en een andere vorm zich manifesteert met neurologische symptomen. De naam beriberi is mogelijk in de 18e eeuw geleend van het Singalees (de belangrijkste taal van Sri Lanka), waarin de frase බැරි බැරි (bæri bæri) "ik kan niet, ik kan niet" betekent, als gevolg van de ernstige zwakte die onderdeel uitmaakt van het ziektebeeld.

## Geschiedenis
De basis voor het onderzoek naar beriberi werd in de jaren 1890 gelegd door de Nederlandse arts en latere Nobelprijswinnaar Christiaan Eijkman in Nederlands-Indië, die ontdekte dat vogels die met gepelde rijst gevoed werden vergelijkbare symptomen vertoonden als zijn beriberipatiënten en dat ze genezen konden worden als ze ook de rijstpellen te eten kregen. In 1912 isoleerde de Poolse biochemicus Casimir Funk de anti-beriberifactor van rijst en noemde het een vitamine - een voor het leven (Latijn: vita) essentiële amine. In de jaren 1930 publiceerde Robert R. Williams de chemische formule van vitamine B1.

## Voorkomen
Beriberi komt vooral voor waar de voeding hoofdzakelijk bestaat uit geslepen rijst, een product dat arm is aan thiamine. De ziekte wordt het meest aangetroffen in Azië en kwam daar met name tot de 19e eeuw zeer veel voor. In de westerse wereld komt beriberi vooral voor bij chronische alcoholisten door een combinatie van deficiënte voeding, een gestoorde resorptie en een gestoorde opslag van thiamine. Ook een tekortkomende opname bij westerse personen kan leiden tot beriberi. Verder is het ziektebeeld beschreven bij patiënten die een gastric bypass surgery (Roux-Y) hebben ondergaan, bij nierdialyse, bij patiënten met totale parenterale voeding, bij verschillende malabsorptiesyndromen waaronder Hiv-enteropathie, en bij hypermetabole condities zoals lymfomen. Verder zorgen antacida voor een verminderde resorptie van thiamine en verhogen lisdiuretica de thiamine-excretie. Ten slotte bevatten rauwe vis en schaaldieren veel thiaminase, een enzym dat thiamine afbreekt.
De ziekte kwam destijds veel voor bij zeelieden.

## Symptomen
De ziekte heeft twee verschijningsvormen: natte beriberi (cardiovasculaire systeem) en droge beriberi (neurologische systeem). Patiënten kunnen zich met één of met beide vormen presenteren. Thiamine-deficiëntie resulteert in beschadiging van het autonome en andere zenuwstelsels door een tekort aan energie in de vorm van ATP en een tekort aan acetylcholine en myeline, die gevormd worden uit acetyl-CoA. Bovendien treedt er een lactaatacidose op door toename van lactaat en pyruvaat in het bloed en worden er door het gestoorde metabolisme meer vrije radicalen gevormd. Het exacte biochemische defect dat de cardiovasculaire vorm veroorzaakt is nog niet volledig opgehelderd. Cardiovasculaire disfunctie is mogelijk het gevolg van energiedepletie en oedeemvormig in het hartspierweefsel en uitval van de spierwand rondom de bloedvaten.

### Natte beriberi
Natte beriberi beschadigt het cardiovasculaire systeem. Door een combinatie van hartfalen en verzwakking van de wanden van de haarvaten ontstaan oedemen. Bijpassende symptomen zijn:
- perifere oedemen en longoedeem
- kortademigheid en cyanose
- snel hartritme
- lage onderdruk
- vergroot hart
- gallopritme
- ECG-afwijkingen (verlengde QT-tijd, T-topinversie, lage voltages)
- verminderde urineproductie

Er is een acute en een chronische variant te onderscheiden:
- De acute vorm wordt wel aangeduid met Shoshin-beriberi, waarbij shoshin Japans is voor plotse collaps of beschadigd hart. Bij deze vorm van natte beriberi is voornamelijk het hart aangedaan de patiënt kan binnen 48 uur overlijden aan longoedeem en low-output hartfalen. Door het acute verloop hoeft er geen sprake te zijn van een vergroot hart of perifere oedemen. Mogelijk uitlokkende factoren van Shoshin-beriberi bij thiamine-deficiëntie zijn factoren die een sterke stimulatie van het koolhydraatmetabolisme geven, zoals fysieke inspanning, adrenaline, sympathicomimetica (ontwikkeling van Shonshin-beriberi is beschreven na salbutamolgebruik), koolhydraatrijke voeding of glucose-infusie.
- De chronische vorm omvat drie fasen:
  - perifere vasodilatatie met high-out hartfalen als gevolg (daling van de perifere weerstand, stijging hartminuutvolume onvoldoende voor compensatie drukverlies)
  - verminderde perfusiedruk van de nieren leidt tot activatie van het RAAS en daarmee water- en zoutretentie
  - verdere overvulling van de weefsels resulterend in perifeer oedeem en longoedeem

### Droge beriberi
Droge beriberi leidt tot gedeeltelijke verlamming als gevolg van perifere zenuwbeschadiging en/of centraal neurologisch disfunctie. Er is meestal symmetrisch uitval. Het sensibele systeem is als eerste aangetast in de volgorde tast–pijn–temperatuur, gevolgd door het motorische en autonome systeem. Er is sprake van een ascenderend patroon, waarbij eerst de benen zijn aangedaan, gevolgd door de armen en het gebied rondom de mond. Aantasting van de nervus vagus, met mogelijk stemverlies, is prognostisch een slecht teken.
Een alternatieve manier van presentatie is slecht functioneren van de hersenen, ook wel aangeduid als het syndroom van Wernicke, met braken, desoriëntatie, horizontale nystagmus, oogbewegingsstoornissen, ataxie, progressieve geheugenstoornissen en uiteindelijk zelfs coma en de dood. Een psychiatrisch beeld kan ook optreden, de Korsakoff-psychose, met desoriëntatie, stoornissen in het kortetermijngeheugen en confabulaties (herinneringsvervalsingen).

### Infantiele beriberi
Infantiele beriberi, voornamelijk voorkomend bij geborstvoede kinderen van moeders met beriberi, heeft ook een cardiovasculaire en een neurologische vorm. De cardiovasculaire vorm kenmerkt zich vooral door cyanose, dyspneu en acuut hartfalen, dat binnen enkele uren al fataal kan zijn. De neurologische vorm omvat paralyse en pseudomeningitis, een beeld met de klinische kenmerken van een meningitis maar zonder aanwijzingen voor infectie in de liquor.

## Diagnostiek
De diagnose beriberi wordt gesteld op het klinische beeld en de bepaling van thiamine in het bloed. Analyse van bloed op thiamine gebeurt meestal met hoge-druk-vloeistofchromatografie. Bijna alle thiamine in het bloed bevindt zich als TPP in de erytrocyten. De bloedconcentratie weerspiegelt de weefselconcentratie van thiamine. Bij een bloedconcentratie van minder dan 90 nmol/L is er sprake van een deficiëntie. Bovengrens van normaal is 170 nmol/L. Erytrocyten bevatten het enzym transketolase waarbij thiamine als co-enzym fungeert. Een verlaagde transketolase-activiteit past bij een thiamine-deficiëntie. Verhoogde bloedspiegels van pyruvaat, lactaat, ketoglutaraat en glycosylaat passen eveneens bij een thiamine-deficiëntie. Een diffuse vertraging op het EEG en degeneratieve afwijkingen van het myeline zonder ontsteking bij histologie worden verder bij droge beriberi gezien.

## Behandeling en prognose
Beriberi wordt behandeld met thiaminehydrochloride, toegediend door middel van een injectie of in tabletvorm. Naast substitutie is het aanpakken van de oorzaak van de thiaminedeficiëntie van belang om herhaling van beriberi te voorkomen.
Patiënten met natte beriberi kunnen binnen enkele uren na behandeling al een sterke verbetering vertonen. Binnen enkele uren stijgen de bloeddruk en de perifere weerstand, verbetert de perifere circulatie en daalt de lactaatconcentratie. Volledig herstel volgt binnen twee weken. Het effect van behandeling van natte beriberi met alleen conventionele therapie voor hartfalen is gering. Conventionele therapie voor hartfalen in combinatie met thiaminesuppletie is wel van belangrijke waarde, waarbij vooral plasmedicatie een voorname rol spelen. Droge beriberi reageert minder snel op thiaminesuppletie en herstel is niet altijd volledig.
- Library of Congress Control Number: sh85143963
- Bibliotheek van het Japanse parlement: 00564727
- Nationale Bibliotheek van Israël: 987007543710005171